# Zámostí-Blata
Zámostí-Blata là một làng thuộc huyện Jičín, vùng Královéhradecký, Cộng hòa Séc.